# Хосемарія Ескріва де Балаґер
Хосемарія Ескріва де Балаґер (Josemaría Escrivá de Balaguer y Albas, 9 січня 1902, Барбастро — 26 червня, 1975, Рим) — святий римо-католицької церкви, іспанський священник, засновник католицької організації Опус Деї (Справа Божа).

## Біографія

Герб Хосемарія Ескрівана

Хосемарія Ескріва народився 9 січня 1902 року в родині маранів (євреїв-християн) в місті Барбастро, в провінції Уеска. У 15- або 16-річному віці він відчув покликання до служіння Господу і вирішив стати священником. З 1918 року навчався у семінарії у Логроньо, а потім, з 1920 року продовжив навчання у семінарії св. Франциска у Сарагосі, де з 1922 року обіймав посаду настоятеля. У 1923 році, не перериваючи богословських студій та з дозволу церковної влади, навчався у Сарагоському університеті на факультеті цивільного права. 20 грудня 1924 року був посвячений у диякони, а 28 березня 1925 року став священником.
Він почав своє служіння в маленькому приході Пердігера, що належить до Сарагоської дієцезії. Потім виконував обов'язки священника в Сарагосі. Навесні 1927 року, з дозволу архієпископа, переїхав до Мадрида, де розгорнув священничу роботу в різних соціальних групах, приділяючи особливу увагу бідним жителям міських околиць, а також невиліковно хворим і вмираючим у лікарнях і притулках. Він став капеланом Опіки над хворими — благодійної установи при Апостольських сестрах Пресвятого Серця Ісуса. Водночас він викладав в Університетській академії, продовжував роботу над докторською дисертацією з цивільного права, яка могла бути закінчена тільки в Мадридському університеті.
2 жовтня 1928 року святий Хосемарія Ескріва заснував організацію лат. Opus Dei — укр. Справа Божа.
У 1934 році засновник Opus Dei був призначений ректором Фундації святої Єлизавети. Коли в Іспанії почалася громадянська війна, він з великим ризиком для життя виконував свій священницький обов'язок в Мадриді, а пізніше в Бургосі.
14 лютого 1943 року він заснував священниче Товариство Святого Хреста, невіддільно пов'язане з Opus Dei і яке дозволило висвячувати священників з мирян — членів Opus Dei. Надалі священниче товариство Святого Хреста дозволяло священникам із різних єпархій поділяти духовність і аскетику Opus Dei та шукати святості у виконанні свого священничого обов'язку суто під керівництвом своїх єпархіальних єпископів.
У 1946 році отець Ескріва обрав своєю резиденцією Рим, де й залишався до кінця життя. З Риму він надихав і спрямовував поширення Opus Dei по світу. До моменту смерті свого Засновника Opus Dei налічував більше 60 тисяч членів представників 80 національностей.
Святий Хосемарія Ескріва був консультантом Папської комісії з автентичної інтерпретації Кодексу Канонічного Права та Святої конгрегації семінарій і університетів, почесним прелатом Його Святості й почесним академіком Папської Римської Теологічної Академії. Він був також Великим канцлером Наваррського університету (Памплона, Іспанія) і П'юрського університету (П'єпі, Перу).
Хосемарія Ескріва помер 26 червня 1975 року в Римі та був похований під вівтарем церкви церкви Пресвятої Богородиці — володарки миру (Regina Pacis) у Римі. 15 вересня 1975 року наступником засновника був одностайно обраний мосеньор Альваро дель Портільо (1914—1984), його найближчий співробітник протягом багатьох років.

## Канонізація
Після смерті Хосемарії на ім'я папи Римського було отримано безліч листів з усіх п'яти континентів. Серед відправників — 69 кардиналів і близько 1300 єпископів (більше третини світового єпископату), які просили папу відкрити справу беатифікації та канонізації Хосемарії Ескріва. 30 січня 1981 року Конгрегація у справах святих визнала, що для відкриття процесу немає ніяких перешкод (nihil obstat). Св. Іван Павло II затвердив це рішення 5 лютого 1981 року.
У період між 1981 і 1986 роком було проведено два процеси з розслідування справи — один в Мадриді, інший в Римі, — присвячені життю і чеснотам Хосемарії Ескріва. За результатами обох процесів, а також беручи до уваги схвальні відгуки Конгресу теологічних радників та Комісії кардиналів і єпископів — членів Конгрегації у справах святих, 9 квітня 1990 року Святіший Отець проголосив героїчність чеснот отця Хосемарії Ескріва. 6 липня 1991 року Папа наказав оприлюднити декрет, яким визнавалася чудесна природа зцілень завдяки заступництву Хосемарії Ескріва. Таким чином, цим актом було завершено серію юридичних етапів, що передувала беатифікації засновника Opus Dei. 17 травня 1992 року на месі, яку очолив папа Іван Павл ІІ, Хосемарію Ескріва проголошено блаженним. Канонізований тим самим папою Іваном Павлом II 6 жовтня 2002 року.

## Твори
Святий Хосемарія Ескріва — автор юридично-теологічного трактату «La abadesa de las Huelgas» і духовних книг, перекладених багатьма мовами світу. Це — «Шлях», «Святий Розарій», «Це Христос проходить поруч», а також «Друзі Бога», «Хресна Дорога», «Любити Церкву», «Борозна» і «Кузня»; останні п'ять книг опубліковані після його смерті. Крім того, у книзі «Бесіди з монсеньйором Ескріва де Балагером» були зібрані інтерв'ю, дані ним протягом багатьох років і опубліковані в різних часописах.

## Вислови
- «Святий Хосемарія Ескріва де Балагер навчав, що не варто відокремлювати духовного життя, тобто стосунків з Богом, від життя сімейного, професійного і громадського; ця наука є й надалі актуальна», — сказав св. папа Іван Павло ІІ у проповіді.

- «Силою святого Хрещення віруючий зобов'язаний встановити з Господом неперервний і живий зв'язок. Він покликаний до святості та співпраці у спасінні людства».

- «Святий Хосемарія був майстром у практиці молитви, яку вважав надзвичайною „зброєю“ для відкуплення світу».

- Він завжди радив: «На першому місці — молитва, потім покута, а на третьому — діяння».

- «Це не парадокс, а вічно актуальна істина: ефективність апостольства полягає передовсім у молитві та інтенсивному і постійному житті Таїнствами. Оце, по суті, — таїнство святості й істинного успіху святих.»